# Trichoclinocera cascadensis
Trichoclinocera cascadensis är en tvåvingeart som beskrevs av Sinclair 1994. Trichoclinocera cascadensis ingår i släktet Trichoclinocera och familjen dansflugor.
Artens utbredningsområde är Oregon. Inga underarter finns listade i Catalogue of Life.